# No habrá más penas ni olvido
No habrá más penas ni olvido és una pel·lícula argentina de comèdia dramàtica de 1983 dirigida per Héctor Olivera. Va ser escrita per Roberto Cossa i Olivera, basada en la novel·la homònima d'Osvaldo Soriano. És protagonitzada per Federico Luppi, Víctor Laplace, Héctor Bidonde, Rodolfo Ranni, Miguel Ángel Solá, Julio De Grazia, Lautaro Murúa, Graciela Dufau, Fernando Iglesias i Ulises Dumont. Es va estrenar el 22 de setembre de 1983.

## Sinopsi
En la tranquil·la localitat de Colonia Vela, a principis de la dècada del 1970, es desferma una feroç lluita entre peronistes d'esquerra i peronistes de dreta, amb imprevistes i tràgiques conseqüències per a tots els habitants del poble.

## Repartiment
- Federico Luppi... Ignacio Fuentes - Delegat Municipal
- Víctor Laplace... Reinaldo - Secretari gremial (CGT)
- Héctor Bidonde... Suprino - Cap local del partit justicialista
- Rodolfo Ranni... Comissari Rubén Llanos
- Miguel Ángel Solá... Juan - Preso
- Julio De Grazia... Agent/Caporal/Sergent García - Policia
- José María López... Mateo - Empleat de la Municipalitat
- Lautaro Murúa... Guglielmini - Intendent de Colonia Vela
- Graciela Dufau... Felisa Fuentes - Esposa d'Ignacio
- Ulises Dumont... Cerviño - Fumigador del Poble
- Raúl Rizzo... Subinspector Rossi - Policia
- Patricio Contreras... Agente Comini - Policia
- Arturo Maly... Cap de "la pesada"
- Jorge Sassi... Membre de "la pesada"
- Norberto Díaz... Membre de "la pesada"
- Fernando Iglesias... Moyanito - Empleat Municipal
- Augusto Larreta... Prudencio Guzmán - Marteller - Radical
- Fernando Olmedo... Ricardito - JP
- María Socas... Integrant de la JP
- Salo Pasik... Periodista
- Emilio Vidal... Verduler
- Rodolfo Brindisi... El Loco Peláez
- Héctor Olivera... Rebel (cameo)
- Osvaldo Soriano... Rebel (cameo)
- Marta Betoldi

## Producció
La novel·la i, clar, la pel·lícula, transcorren a Colonia Vela, un poble de la província de Buenos Aires. No obstant això, va ser filmada a Capitán Sarmiento, un altre poble de la província de Buenos Aires.

## Recepció
Vincent Canby, escrivint per a The New York Times, va elogiar l'estil d'actuació, el ritme i l'adreça d'Héctor Olivera, i va escriure: "La pel·lícula té un ritme tan enèrgic, i tan ben actuat, que mai hi ha massa temps per a considerar significats més grans mentre que el caos continua. Encara que No habrá más penas ni olvido acaba ombrívolament, l'existència mateixa de la pel·lícula -el fet que pogués fer-se, i amb tal estil- és en última instància estimulant".

## Reconeixements
Guanyadora
- 34è Festival Internacional de Cinema de Berlín: Prem Confédération Internationale des Cinémas d'Art et Essai Juries (C.I.C.A.E.); Premi de la Federació Internacional de Crítics de Cinema (FIPRESCI); Gran Premi del Jurat (Berlinale); 1984.[3]
- Festival de Cognac du Film Policier: Gran Premi; 1985.

Nominat
- Festival Internacional de Cinema de Berlín: Ós d'Or; 1984.